# Ивица Газа
Вижте пояснителната страница за други значения на Сектор Газа.
Ивицата Газа (известна и като Сектор Газа) е по-малката част от Палестинската автономия в историческата област Палестина, Близкия изток.

## История
Окупирана е от Египет в края на Арабско-израелската война от 1948 г., под чийто контрол остава до Шестдневната война през 1967 г., когато я завладява Израел.
Както и в останалите окупирани от Израел палестински територии, се води еврейска колонизация на Ивицата.

### Ограда на Газа
Оградата на Газа, завършена през 1996 г. е гранично препятствие, предпазващо от незаконно проникване от Газа в Израел и обратно. От началото на Втората Интифада на жителите на Газа не е разрешено да влизат в Израел с цел намиране на работа. Специалните разрешителни за влизане в Израел за медицински цели също са значително намалени, което затруднява пътуването на палестинците.
Ицхак Рабин е първият, който предложи създаване на физическа бариера между израелското и палестинското население през 1992 г., а през 1994 г. строителството на първата ограда започва. Всъщност е ограда с датчици. След нападението срещу Бет Лид близо до град Нетания, Рабин заявява: „Искаме да постигнем раздяла между нас и тях. Не искаме по-голямата част от еврейските жители на държавата Израел, 98% от които живеят в границите на суверенен Израел, включително обединения Йерусалим, да бъдат мишени на тероризма.“

### 2005 – 2007
През лятото на 2005 г. по решение на израелското правителство около 5000 еврейски заселници са принудени да се изтеглят от Ивицата Газа. През септември Израел се изтегля от ивицата Газа, последвано от победа на изборите през 2006 на ислямистката политическа партия Хамас. Напрежението ескалира с разделянето на палестинското правителство на правителство на Фатах на Западния бряг и правителство на Хамас в Газа, и последвалото насилствено сваляне на Фатах, след като Фатах загубва изборите от Хамас.
През юни 2007 г. президентът на Палестинската автономия Махмуд Абас се опитва да прокара като министър-председател своето протеже Салам Файяд срещу Исмаил Хания от спечелилата изборите Хамас, като под контрола на Исмаил Хания остава Ивицата Газа, а под този на Салам Файяд – Западният бряг на река Йордан.
Скоро след началото на това двувластие Израел налага блокада на ивицата Газа, която лишава палестинците от жизненоважни продукти като бензин и силно съкращава доставките на ток. В резултат на това към средата на май 2008 г. литър бензин струва 10 USD на черния пазар и чуждестранен журналист отбелязва масовата употреба на слънчогледово олио като сурогат на дизеловото гориво. То струва 1 USD, но получените изгорени газове са крайно опасни според лекарска оценка.
След среща с Исмаил Хания, когото пита за възможността да спре изстрелваните ракети към Израел, на 28 май 2008 г. Дезмънд Туту нарича блокадата на ивицата „отвратителна“ (abomination, sic!), а израелските набези в ивицата, съпроводени с убийства на цивилни – незаконни. Дезмънд Туту е на тридневно посещение, което му е възложено от ООН, за да разследва убийството на 19 палестинци в Бейт-Ханун, включително 5 деца, от израелската армия.

### 2008
В края на 2008 г. ракетните нападения на палестинските терористи срещу цивилни обекти на територията на Израел ескалират. За да защити цивилното население, на 27 декември 2008 г. израелската авиация започва въздушни удари срещу площадки за изстрелване на ракети и цели в ивицата Газа – предимно свързани с движението „Хамас“, но загиват и мнозина мирни жители, включително деца, които често са използвани за жив щит от страна на терористите. На 3 януари 2009 г. Израел започва и сухопътна кампания в региона. Повечето страни осъждат кампанията и настояват за дипломатическо разрешение на конфликта. В същия ден митрополит Аталлах Ханна, Архиепископ на Източноправославната църква на Йерусалим, излиза с извънредно послание до главите на всички християнски църкви в света с настояване конфликтът да бъде прекратен незабавно.

### След 2010
Като част от Плана за едностранно разединяване (Disengagement Plan Implementation Law) Израел запазва изключителния контрол над въздушното пространство и териториалните води на Газа, продължава да патрулира и контролира външния сухоземен периметър на сектора Газа, с изключение на най-южната ѝ граница и продължава контрола и блокадата на брега на Газа. Израел до голяма степен осигурява и контролира водната, електрическата и комуникационната инфраструктура на Газа. Според Хюман Райтс Уоч и Амнести Интернешънъл Израел остава окупационна сила според международното право. ООН заявява, че счита Газа за част от „окупираните палестински територии“ в съответствие с резолюциите на Общото събрание и Съвета за сигурност на ООН.

### 2023
На 7 октомври 2023 г. палестински въоръжени групировки, водени от „Хамас“, започват пълномащабно нападение (операция „Буря Ал-Акса“) срещу Израел от ивицата Газа, пробивайки оградата между Газа и Израел и нахлувайки през граничните пунктове на Газа в близките израелски селища и военни съоръжения. Това е първият пряк конфликт в границите на Израел след арабско-израелската война от 1948 г. Бойните действия започват рано сутринта с ракетен обстрел срещу Израел и нахлувания с превозни средства на израелска територия, с няколко атаки срещу околните израелски цивилни общности и военни бази. За първи път от войната Йом Кипур през 1973 г. Израел обявява война официално. Израелската операция, започнала в отговор, е наречена Железни мечове от Израелските отбранителни сили.

## География
Ивицата Газа е тясна ивица земя на североизток от Синайския полуостров, имаща излаз на Средиземно море.
Гъсто населен район (плътност 5046 души на кв. км) – на площ от 365 кв. км живеят 1,3 млн. араби. Има най-високата раждаемост в света – 4% годишно (2005), водеща до висок годишен естествен прираст от 3,8%.
Главен град и административен център е град Газа. Повечето градове включват бежански лагери, някъде лагерите са самостоятелни селища.
- Газа – около 400 000 жители
- Хан Юнис – 103 000 жители
- Рафах – 96 000 жители
- Ал-Шати – 76 000 жители
- Нусейрат – 64 000 жители
- Бейт Лахия – 40 000 жители
- Бейт Ханун – 35 000 жители
- Бурейдж – 30 000 жители
- Магази – 22 000 жители
- Дейр ал-Бала – 20 000 жители